# Apeadero de Castelo Mendo
El Apeadero de Castelo Mendo es una estación ferroviaria de la Línea de la Beira Alta, que sirve a la localidad de Castelo Mendo, en el Distrito de Guarda, en Portugal.

## Características
Esta plataforma tiene acceso por la Ruta del Apeadero, en la parroquia de Castelo Mendo.

## Historia
El tramo de la Línea de la Beira Alta entre Pampilhosa y Vilar Formoso, donde este apeadero se sitúa, abrió al servicio, de forma provisional, el 1 de julio de 1882; la línea fue totalmente inaugurada, entre Figueira da Foz y la frontera con España, el 3 de agosto del mismo año, por la Compañía de los Caminhos de Ferro Portugueses de la Beira Alta.